# Tavuk göğsü
Tavuk göğsü (turecky tavukgöğsü, v překladu „kuřecí prsa“) je turecký dezert (mléčný pudink) vyrobený z kuřecího masa.
Tradiční verze používá bílá kuřecí prsa, nejlépe z čerstvě poraženého kohouta. Maso změkne varem a je rozděleno do velmi jemných vláken nebo rillettes. Moderní recepty často dávají přednost rozdrcení masa v hmoždíři na jemný prášek. Maso se smíchá s mlékem, cukrem a rýžovou moukou nebo jinými zahušťovadly, často se přidává nějaký druh koření jako je skořice. Výsledkem je hustý pudink často tvarovaný pro dobrý vzhled.
Jídlo je více či méně totožné s jídlem blancmange, který byl běžný v kuchyni evropských majetných vrstev (nejčastěji pak ve Francii).